# Міжнародна агенція з відновлюваних джерел енергії
Міжнародне агентство з відновлюваних джерел енергії або IRENA (англ. International Renewable Energy Agency, IRENA) — організація, заснована в 2009 році для підтримки використання всіх форм поновлюваних джерел енергії. IRENA полегшує доступ до всієї необхідної інформації про поновлюваних джерелах енергії, у тому числі до технічних даних. Організація була заснована в Бонні 26 січня 2009 року за ініціативою уряду Німеччини. На установчій конференції 75 держав підписали статут IRENA. На засіданні комісії у червні 2009 року в якості тимчасової штаб-квартири організації був обраний Абу-Дабі. Статут організації набув чинності 8 липня 2010 року.

## Членство

Зелений: Країни, що ратифікували договір IRENA. Бірюзовий: Країни, що підписали, але ще не ратифікували договір приєднання

Станом на січень 2017 року державами-членами організації є 154 країни, а ще 26 перебувають у процесі приєднання.  28 грудня 2017 року набрав чинності Закон України про приєднання до агенції. 

## Цілі організації
Міжнародне агентство з відновлюваних джерел енергії має 4 основні цілі:
- надавати авторитетну інформацію, аналітику та дані про поновлювальну енергетику;
- консультувати і підтримувати країни в їх національних і регіональних зусиллях;
- популяризувати економічні, соціальні та екологічні переваги відновлювальної енергетики;
- розвивати співробітництво та партнерство зацікавлених сторін для трансформації енергетики.

Організація сприяє нарощуванню темпів використання відновлюваних джерел енергії у всьому світі і поширенню знань і технологій у цій області.